# Léon Suys

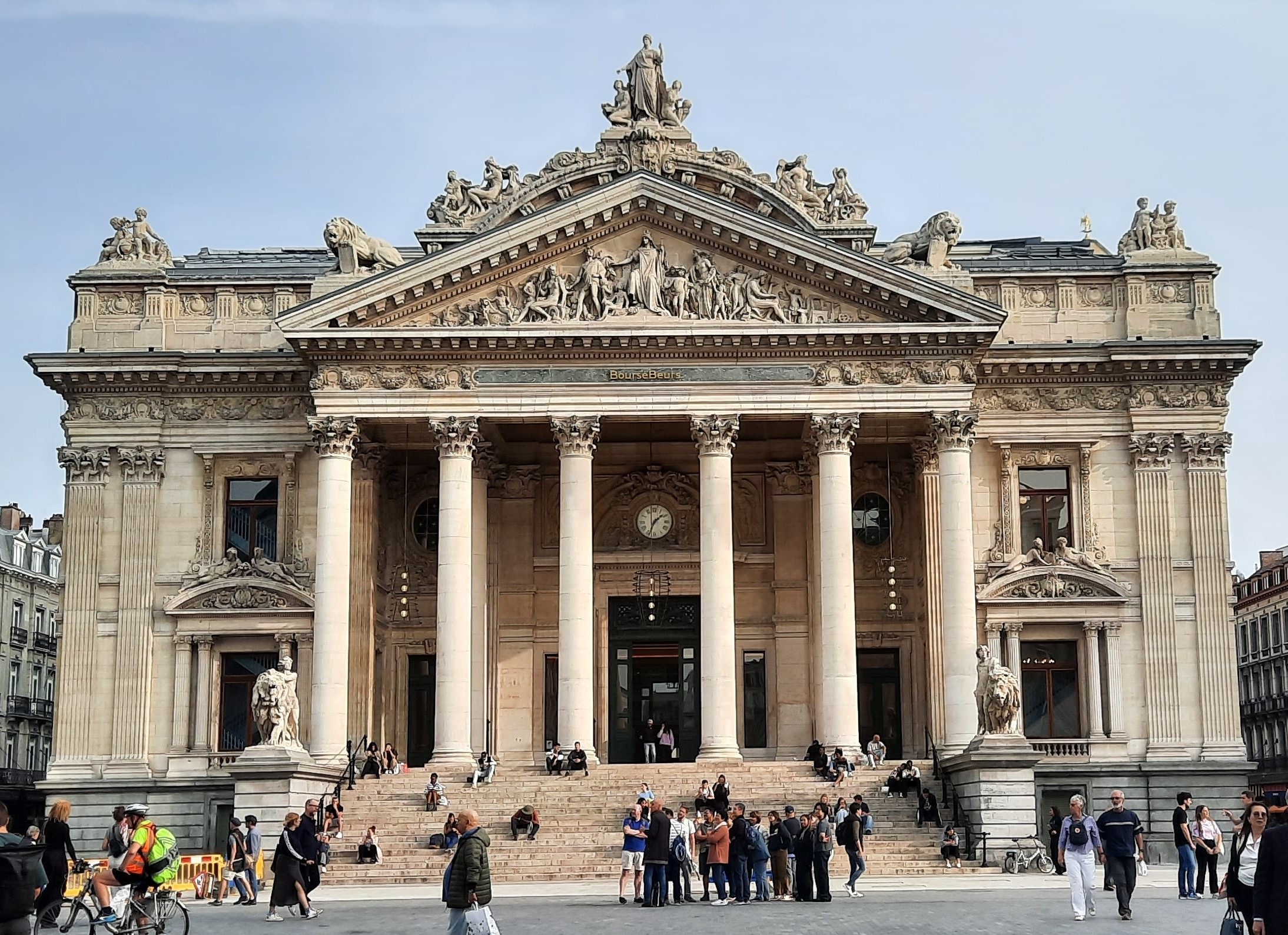
La Bourse de Bruxelles conçu par Léon Suys et construit entre 1868-1873, est un excellent exemple du style Second Empire.

Léon-Pierre Suys est un architecte belge (Amsterdam 14 juin 1823 - Ixelles 5 mai 1887).

## Biographie
Son père Tilman-François Suys était l’architecte du roi Léopold Ier et le cofondateur de la Commission royale des Monuments et des Sites dont était également membre son ami le peintre François-Joseph Navez. Celui-ci prit le jeune Léon pour modèle à plusieurs reprises, entre autres pour son tableau romantique Jeune garçon songeur (1831) ou encore pour Léon Suys et ses deux sœurs.
Suys est enterré au cimetière de Laeken.

## Œuvres
Léon Suys fut le concepteur, en 1865, du projet qui sera retenu et exécuté entre 1868 et 1871, de voûtement de la Senne et du tracé des boulevards du centre de Bruxelles. Il fut l’architecte de plusieurs bâtiments publics importants liés à ce chantier, tels que la Bourse de Bruxelles, les Grandes halles centrales (détruites en 1956) ou la reconstruction de la Grande écluse. Dans la Rue Royale il construisit le vaste ensemble de l'Hôtel Mengelle, qui un demi-siècle plus tard dut faire place (1909) à l'Hôtel Astoria, œuvre de l'architecte Henri Van Dievoet.
On lui doit la construction de l’établissement de bains des thermes de Spa, construits entre 1862 et 1868.

## Littérature
- Pierre LOZE (sous la direction de), Suys Léon Pierre, dans Poelaert et son temps, Bruxelles, Crédit Communal, 1980 , pp. 210-213.
- Anne VAN LOO, L'haussmannisation de Bruxelles : la construction des boulevards du centre, 1865-1880, in: Revue de l'Art, 1994
- Herman STYNEN, De onvoltooid verleden tijd. Een geschiedenis van de monumenten- en landschapszorg in België 1835-1940, Brussel, 1998